# Ante Vukičević
Ante Vukičević (* 24. Februar 1993 in Zagreb) ist ein kroatischer Wasserballspieler. Er gewann bis 2024 mit der kroatischen Nationalmannschaft eine Silbermedaille bei Olympischen Spielen sowie zwei Goldmedaillen und eine Bronzemedaille bei Weltmeisterschaften. Bei Europameisterschaften erkämpfte er je einmal Silber und Bronze. 

## Sportliche Karriere
Ante Vukičević graduierte 2016 an der Universität Zagreb im Fach Rechtswissenschaft. Er wechselte von Mladost Zagreb zu Cercle des nageurs de Marseille. Von 2021 bis 2024 wurde Vukičević mit Marseille viermal französischer Meister.
Der 1,87 Meter große Ante Vukičević wurde mit der kroatischen Juniorenauswahl Zweiter bei der Juniorenweltmeisterschaft 2013. Ab 2014 spielte er in der Nationalmannschaft. Nach den Olympischen Spielen 2016 wurde er zum Stammspieler. Bei der Weltmeisterschaft 2017 in Budapest gewannen die Kroaten ihre Vorrundengruppe und bezwangen im Viertelfinale die Italiener. Mit einem 12:11 über Serbien erreichten die Kroaten das Finale und besiegten dort die Ungarn mit 8:6. Im Jahr darauf bei der Europameisterschaft 2018 in Barcelona unterlagen die Kroaten im Halbfinale den Serben. Das Spiel um den dritten Platz gewannen sie mit 10:8 gegen die Italiener. Ante Vukičević warf insgesamt 14 Tore, davon drei im Halbfinale. 2019 bei der Weltmeisterschaft in Gwangju siegten die Kroaten im Viertelfinale gegen Deutschland und verloren das Halbfinale gegen die Spanier. Das Spiel um den dritten Platz gewannen die Kroaten gegen die Ungarn. Bei den 2021 ausgetragenen Olympischen Spielen in Tokio belegten die Kroaten nach einer Viertelfinalniederlage gegen die Ungarn den fünften Platz. Ante Vukičević warf insgesamt zehn Turniertore.
Ein Jahr später gewannen die Kroaten im Viertelfinale der Weltmeisterschaft 2022 in Budapest im Viertelfinale mit 14:12 gegen Serbien. Nach einer 5:10-Niederlage gegen die Spanier im Halbfinale verloren die Kroaten im Spiel um den dritten Platz gegen die Griechen. Zwei Monate später bei der Europameisterschaft in Split fehlte Vukičević wegen einer Erkrankung. Bei der Weltmeisterschaft 2023 in Fukuoka verloren die Kroaten in den Play-offs gegen Montenegro und belegten am Ende den neunten Rang. Im Januar 2024 bei der in Zagreb und Dubrovnik ausgetragenen Europameisterschaft bezwangen die Kroaten im Halbfinale die Ungarn. Im Finale unterlagen sie den Spaniern mit 10:11. Vukičević traf im Endspiel einmal. Einen Monat später bei der Weltmeisterschaft in Doha gewannen die Kroaten im Viertelfinale mit 15:13 gegen die Serben. Sowohl das Halbfinale gegen Frankreich als auch das Finale gegen die Italiener gewannen die Kroaten erst im Penaltyschießen. Bei den Olympischen Spielen 2024 in Paris belegten die Kroaten in der Vorrunde den vierten Platz. Im Viertelfinale besiegten sie die Spanier und im Halbfinale die Ungarn. Im Finale trafen sie auf Serbien, den Vierten der anderen Vorrundengruppe, und unterlagen 11:13. Ante Vukičević hatte im Finale nur etwas über neun Minuten Spielzeit.